# Lucilia eriophora
Lucilia eriophora là một loài thực vật có hoa trong họ Cúc. Loài này được J.Rémy mô tả khoa học đầu tiên.